# Dit is de tijd
Dit is de tijd is een nummer van de Nederlandse zanger Gerard Joling en rapper Donnie uit 2021.
Hoewel de plaat slechts een 24e positie in de Tipparade behaalde, werd het wel een hit op TikTok. Joling was verheugd dat hij hiermee ook "een jongere generatie bereikte". De bijbehorende videoclip speelt zich af in een platenzaak waarin alle hits van Joling te koop zijn.